# Hermann Schmitz (Maler, 1904)

Hermann Schmitz, Selbstporträt im Prater (1926)

Hermann Schmitz (Künstlername: Schmitz-Süchteln) (* 24. Mai 1904 in Süchteln; † 4. November 1931 ebenda) war ein vom Rheinischen Expressionismus beeinflusster Künstler.

## Leben
Hermann Schmitz wuchs in einer kinderreichen Familie mit zehn Geschwistern im niederrheinischen Süchteln auf und besuchte von 1919 bis 1923 die Kunstgewerbeschule Krefeld. Zusammen mit seinem Freund Wolf von Beckerath lernte er später bei seinem Aufenthalt im Kloster Marienthal Ewald Mataré, Heinrich Nauen, Heinrich Campendonk sowie weitere Künstler des Rheinischen Expressionismus kennen, von dem er stark beeinflusst wurde. 1926 verbrachte er in Wien, und ein Jahr später erkrankte er an Lungentuberkulose. Bis 1931 fuhr er jährlich zu Sanatorienaufenthalten nach Davos, was nur durch die finanzielle Hilfe seiner Freunde möglich war. Von Hunger und Krankheiten geschwächt, starb er bereits im Alter von 27 Jahren.

## Kunst und Werk
In kurzer Zeit konnte Schmitz zahlreiche Bilder in einer Vielzahl von Techniken, Themen und Stilen schaffen. Wesentliche Impulse erhielt er durch August Macke und die rheinischen Expressionisten, jedoch auch von der Neuen Sachlichkeit. Schmitz gelang es, diese beiden Komponenten zu einem ihm eigenen Bildtypus zu vereinen. Sein Aquarell Badende am See erinnert an die Badeszenen der Künstlervereinigung Die Brücke. Aus heutiger Sicht stellen sich jedoch die Zeichnungen und druckgraphischen Blätter (zum Beispiel Bordellszenen, Kreuzigungsszene, Hinrichtung) wichtiger als seine Malerei dar. Der Direktor der Düsseldorfer Kunstakademie Walter Kaesbach hat Schmitz „die bedeutendste Begabung der rheinischen Malerei“ genannt.
Nach seinem Geburtsort nannte sich der Künstler „Schmitz-Süchteln“, er benutzte die Abkürzung H SS als Signatur auf seinen Bildern.

## Werke (Auswahl)
Das Städtische Museum Abteiberg in Mönchengladbach besitzt unter anderem
- 1924 Zirkuswagen und Seiltänzer (Holzschnitt)
- 1927 Zirkuspaar (Holzschnitt)
- (undatiert) Weiblicher Akt (Öl auf Leinwand).

In der „Graphischen Sammlung“ der Städtischen Galerie im Park in Viersen befinden sich sechs Graphiken, darunter:
- 1924 Selbstbildnis in Denkerpose (Pinselzeichnung)
- sowie die undatierten Blätter Der billige Jakob (Lithographie), Zwei Kinderköpfe (Kohle) und Akte am Wasser (Linolschnitt).

Weitere wichtige Werke:
- 1923 Junger Mann im Clownskostüm (Öl auf Leinwand)
- 1924 Die Ankunft des Bischofs (Tempera auf Papier)
- (undatiert) Streitende Männer (Kreidelithographie)
- 1926 Selbstporträt im Prater (Öl auf Leinwand)
- 1929 Rennplatz in Davos (Aquarell)

## Ausstellungen
- 1929 und 1931 (Einzelausstellungen) und 1948–1949 „Niederrheinische Malerei und Plastik der Gegenwart“, Kaiser-Wilhelm-Museum, Krefeld
- 1956 „Die drei Schmitze“, Süchteln
- 1977 „Duitse expressionisten“, Nijmeegs Museum, Nimwegen (NL)
- 1987 Städtische Galerie im Park Viersen
- 2004/2005 „Hermann Schmitz zum 100. Geburtstag“, Städtische Galerie im Park, Viersen